# Henry Stöhr
Henry Stöhr (ur. 1 czerwca 1960 w Reichenbach) – wschodnioniemiecki, a potem niemiecki judoka. Dwukrotny olimpijczyk. Srebrny medalista z Seulu 1988 i trzynasty w Barcelonie 1992. Walczył w wadze ciężkiej.
Srebrny medalista mistrzostw świata w 1993 i brązowy w 1983 i 1987; siódmy w 1985; uczestnik zawodów w 1989. Startował w Pucharze Świata w latach 1989, 1991–1993. Zdobył siedem medali na mistrzostwach Europy w latach 1982–1993.

## Letnie Igrzyska Olimpijskie 1988
| Konkurencja | Rundy eliminacyjne        | Rundy eliminacyjne       | Rundy eliminacyjne   | Finały                     | Finały                | Klas. końcowa |
| Konkurencja | Przeciwnik I              | Przeciwnik II            | Przeciwnik III       | Półfinał                   | Finał                 | Miejsce       |
| ----------- | ------------------------- | ------------------------ | -------------------- | -------------------------- | --------------------- | ------------- |
| +95 kg      | Benjamin McMurray (PHI) Z | István Dubovszky (HUN) Z | Juha Salonen (FIN) Z | Grigorij Wiericzew (URS) Z | Hitoshi Saitō (JPN) P | 2.            |

## Letnie Igrzyska Olimpijskie 1992
| Konkurencja | Rundy eliminacyjne     | Repasaże             | Klas. końcowa |
| Konkurencja | 1/16                   | Przeciwnik I         | Miejsce       |
| ----------- | ---------------------- | -------------------- | ------------- |
| +95 kg      | David Douillet (FRA) Z | Elvis Gordon (GBR) P | 13.           |